# Microcercus beroni
Microcercus beroni är en kräftdjursart som beskrevs av Stefano Taiti och Franco Ferrara1981. Microcercus beroni ingår i släktet Microcercus och familjen Eubelidae. Inga underarter finns listade i Catalogue of Life.